# Avrilly, Eure
Avrilly là một xã thuộc tỉnh Eure trong vùng Normandie miền bắc nước Pháp.